# Locomotora Bury de bastidor de barras

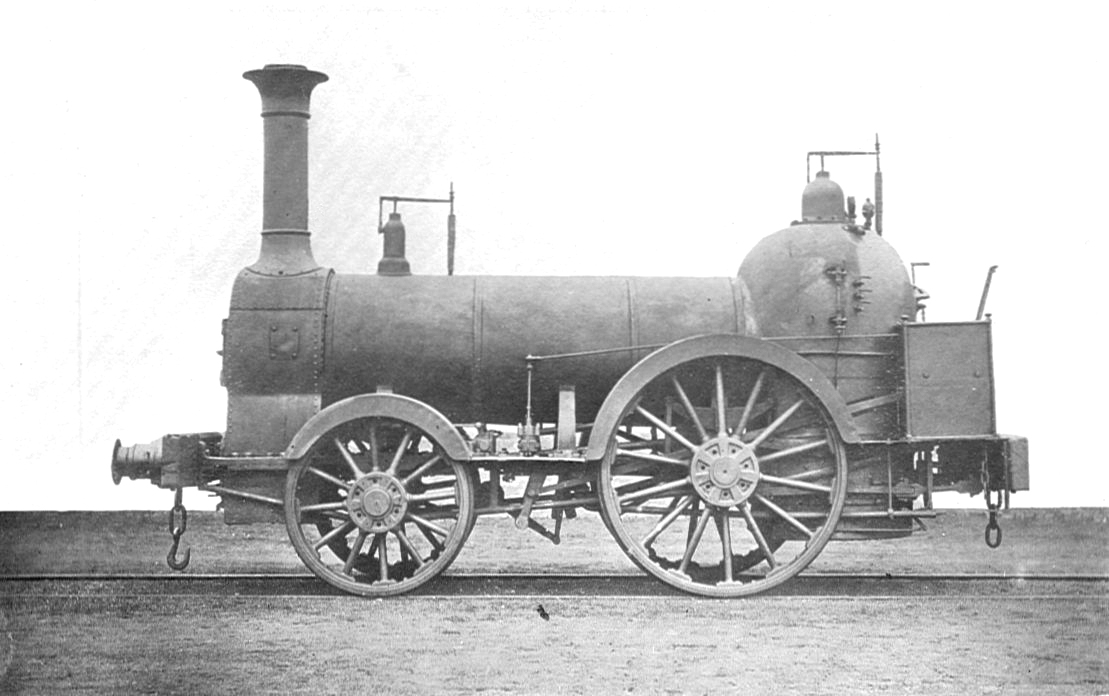
Locomotora Bury 2-2-0 para el Ferrocarril de Londres y Birmingham, 1846

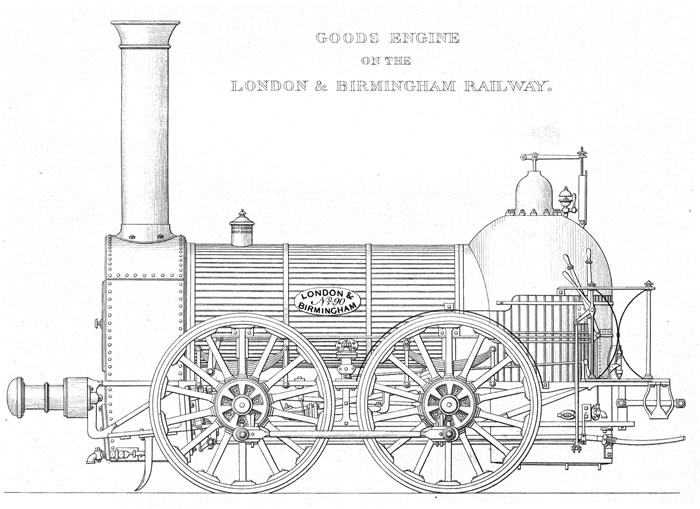
Bury 0-4-0 para el Ferrocarril de Londres y Birmingham, 1838

La locomotora Bury de bastidor de barras (nombre original en inglés: Bury bar frame locomotive) fue uno de los primeros tipos de locomotoras de vapor, desarrollada en los talleres de Edward Bury and Company, que posteriormente pasaría a llamarse Bury, Curtis and Kennedy. En la década de 1830, las locomotoras se habían desarrollado en tres tipos básicos, ideados por Robert Stephenson, Timothy Hackworth y Edward Bury. 

## Bastidores
En aquella época, el efecto del peso de las locomotoras sobre las vías era un problema importante. Los motores aumentaban de tamaño a medida que se necesitaba más potencia, y por este motivo Robert Stephenson había desarrollado la Patentee, una locomotora con un par adicional de ruedas para distribuir el peso. Sin embargo, esta solución tenía el inconveniente de que la longitud adicional necesaria para disponer este tercer eje dificultaba la inscripción de la locomotora en las curvas cerradas. Dichas locomotoras usaban un bastidor pesado y rígido de madera reforzado con placas de hierro fuera de la zona de las ruedas, además de bastidores de hierro internos. Bury adoptó un enfoque diferente, al mantener dos ejes y fabricar un bastidor de barras entre las ruedas, consistente en dos barras de hierro forjado a cada lado, una de sección rectangular sobre los cojinetes del eje y otra de sección redonda por debajo.
A partir de 1845, Bury construyó locomotoras de seis ruedas mucho más grandes con bastidores de barras; una de estas, una 2-2-2 de 1847, se conserva en la Estación de Cork.

## Calderas
Los motores de Bury también fueron notables por sus fogones de "pajar" con forma de cúpula semiesférica desde 1830 hasta mediados de 1847; a partir de entonces, los motores de Bury, Curtis y Kennedy fueron equipados con un fogón elevado, pero con la parte superior recta. La presión de la caldera se incrementó gradualmente de 50 psi en la década de 1830 a un máximo de 85 psi hacia 1850.

## Ventajas y desventajas

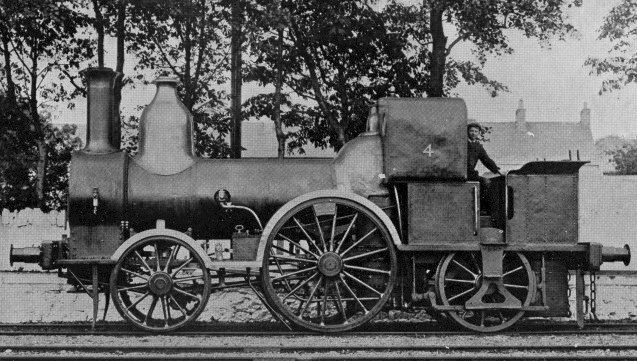
Bury 2-2-2T No.4 construida para el L&BR en 1837-8, en uso en el Ferrocarril de Waterford y Tramore desde 1854 hasta 1905

Si bien las máquinas de cuatro ruedas de Bury fueron criticadas por su supuesta falta de fuerza y potencia, eran rápidas y limitaban la necesidad de mantenimiento de las vías. El diseño fue emulado por varios fabricantes, y se emplearon en el Ferrocarril de Londres y del Noroeste hasta la década de 1860, y en otras líneas hasta mucho más tarde. Su principal problema (propio de los motores de cilindro interno) era la rotura del eje del cigüeñal, aunque no era frecuente en los motores de Bury.

## Uso en los Estados Unidos
En América, donde se debían recorrer inmensas distancias, estuvieron en uso hasta el siglo XX. Además, sus grandes fogones hacían estas máquinas particularmente adecuadas para utilizar leña como combustible. El bastidor de barras se adoptó en los EE. UU. como el estándar de las locomotoras posteriores construidas localmente.

## Uso en el Reino Unido
En Inglaterra, las distancias eran más cortas y la densidad del tráfico aumentaba, por lo que el mantenimiento de las vías fue mejorando gradualmente. Durante la década de 1840, Stephenson había incrementado la potencia en su locomotora de caldera larga, mientras que en 1847, David Joy presentó el diseño denominado Jenny Lind. 